# Garde-à-vous
Pour les articles homonymes, voir Garde-à-vous (homonymie).
Le garde-à-vous est une position adoptée par les militaires sur l’injonction « Garde à vous ! » ou dans certains contextes précis. 
Elle consiste à se tenir debout, droit, les bras le long du corps, les talons joints, la tête haute, immobile. Le protocole varie selon les pays et les unités. Le garde-à-vous est de rigueur pour écouter un avis ou un commandement hiérarchique, se présenter à une autorité ou bien marquer certains temps d'une cérémonie.
Il est mis fin au garde-à-vous par l'injonction « Repos ! ». Pour commander un garde-à-vous, il faut être soi-même au garde-à-vous.
Le garde-à-vous peut s'accompagner d'un salut destiné au supérieur (officier, sous-officier) présent. Il est également pratiqué, en dehors de l’armée, par nombre d'autres institutions portant l'uniforme (police, pompiers, douane, etc.).

## Étymologie
La locution garde-à-vous est l'abréviation (1835) de l'expression « prenez garde à vous ».